# Любомир Стойков
Любомир Димчев Стойков е български учен, изкуствовед, културолог, публицист, медиен експерт, PR мениджър и моден анализатор. Професор е в Софийския университет „Св. Климент Охридски“ – Факултет по журналистика и масова комуникация, в Университета за национално и световно стопанство – Факултет „Икономика на инфраструктурата“ и в Националната художествена академия – Факултет по приложни изкуства. Гост преподавател в Пловдивския университет „Паисий Хилендарски“ – Факултет по икономически и социални науки. Преподавал е и в Нов български университет – Департамент „Музикални и сценични изкуства“. Доктор на науките. Доктор по журналистика.

## Биография
Роден е на 11 май 1954 г. в Стара Загора. Завършва гимназия „Св. княз Борис І“ в Асеновград. Магистър е по журналистика на Софийския държавен университет. От 1981 г. е асистент в Софийския университет – Факултет по журналистика. Защитава първата си дисертация през 1988 г. и получава научната степен „кандидат на филологическите науки“ (сега „доктор“).
От 1996 г. е доцент по „Фирмена култура и комуникация“ в УНСС. През 2007 г. е избран за професор по култура, масмедии и връзки с обществеността в УНСС и ВАК, а през 2015 година му е присъдена научната степен „доктор на науките“ за дисертацията „Модата като култура и комуникация“, защитена в УНСС.
От 1997 г. е доцент по „Журналистика по въпросите на културата“ и от 2008 г. – професор в СУ „Св. Кл. Охридски“.
През 2004 г. е избран за доцент по „Изкуствознание и изобразителни изкуства“ в Националната художествена академия, където става професор през 2008 г. Член е на катедра „История и теория на журналистиката“ в СУ „Св. Кл. Охридски“, на катедрата на ЮНЕСКО „Медии и обществени комуникации“ в УНСС и на катедра „Мода“ в НХА.
Член е на Съвета за хабилитация в УНСС .
Основател и почетен председател на Българската академична асоциация по комуникации. Съосновател и председател на Академията за мода.
Женен е. Съпругата му се казва Весела, а синът – Калин.
Популярен е с фразата „Симпатията е взаимна!“.

## Научна дейност
Научните и творческите му интереси са в сферата на културата, журналистиката, комуникациите, медиязнанието, връзките с обществеността, публичния имидж, модния дизайн, масовата култура, лайфстайла и модата . Участвал е в различни научни проекти, между които „Професия „Новинар“: емпирични проучвания за журналистите, журналистиката и медиите в България (СУ „Св. Кл. Охридски“, 2010 г.), „Медиите между мисията и бизнеса“ (УНСС, 2013 г.), „Концептуален модел на академични прояви на УНСС с протоколно-церемониален характер“ (УНСС, 2018 г.) .

## Преподавателска дейност
Въвежда и преподава университетските дисциплини „Култура и медии“, „Бизнес комуникация“, „Лайфстайл журналистика“, „Теория на модата“, „Фирмена култура и комуникация“ и др. Съосновател и ръководител е на магистърската програма по „Лайфстайл журналистика“ в СУ „Св. Кл.Охридски“. Преподавател е в четирите специалности на Факултета по журналистика и масова комуникация – „Журналистика“, „Връзки с обществеността“, „Книгоиздаване“ и „Комуникационен мениджмънт“. Титулярен преподавател е в магистърските програми „Журналистика и медии“ и „Лайфстайл журналистика“ по дисциплините „Журналистика на културни теми“, „Лайфстайл журналистика“ и „Фешън журналистика“. Преподавал е на над 3000 студенти и е научен ръководител на над 300 дипломанти и докторанти. Четените от него дисциплини са избирани и от чуждестранни студенти, обучаващи се по програма „Еразъм“.
В УНСС води курсове по „Връзки с обществеността“, „Фирмена култура и комуникация“, „Бизнес комуникации“, „Управление на връзките с обществеността“, „Култура и медии“, „Бизнес култура“, „Имиджмейкърство“, „Лайфстайл журналистика“. Създател и научен ръководител на магистърската програма по „Връзки с обществеността“ в УНСС. В Националната художествена академия преподава по „Теория на модата“, „Модата като изкуство и творчество“, „Мода, маркетинг и реклама“.

## Журналистическа дейност
Работил е като журналист във в. „Студентска трибуна“ (1977 – 1979), сп. „Лада“ (1979 – 1981), сп. „Божур“ (1982 – 1984). Главен редактор на сп. „Младеж“ (1985 – 1989), главен редактор на сп. „Мода“ (1997). Създател и главен редактор на електронното списание „Fashion Lifestyle Magazine“ (2007-). Създател и главен редактор на теоретичното електронно списание с международна редколегия “Медии и обществени комуникации“ (2008-).
Колумнист на в. „Труд“, в. „168 часа“, в. „Пари“ и в. „Кеш“.
Автор и водещ на първото българско телевизионно предаване за мода „Блясък“ по БНТ 1 (1994), на седмичното телевизионно шоу за стил „От игла до конец“ по Нова телевизия (1995 – 2003) и на телевизионното модно предаване „Чаровната диктаторка“ по телевизия „7 дни“ (2004 – 2007). Интервюирал е десетки световни знаменитости в сферата на модния дизайн, киното и попмузиката, като Пиер Карден, Аликзандър Маккуин, Пако Рабан, Юбер дьо Живанши, Соня Рикел, Кармен Карвен, Нино Черути, Санто Версаче, Лучано Бенетон, Оскар де ла Рента, Бил Блас, Клаудия Кардинале, Анук Еме, Мария Шнайдер, Ан Хечи, Елизабет Хърли, Изабела Скорупко, Сириел Клер, Парис Хилтън и др. Автор на десетки документални филми и кореспонденции за модата и стила от Ню Йорк, Париж, Лондон, Милано, Рим, Торонто, Москва, Атина, Кейптаун, Хайделберг, Шанхай, Барселона, Берлин и др.

## Членства
- Съюз на българските журналисти
- Съюз на българските художници
- Съюз на учените в България
- Метрополитън мюзиъм (Ню Йорк)
- Американското дружество за връзки с обществеността (PRSA)
- European Communication Research and Education Association (ECREA)
- International Association for Media and Communication Research (IAMCR)

### Авторски книги
- Стилът на диктаторите: Хитлер, Мусолини, Сталин. София: Алма комуникация, 2025, 208 с. ISBN 978-619-7247-26-8.
- Публична комуникация и медиаморфози. София: УИ „Св. Климент Охридски“, 2023, 328 с. ISBN 978-954-07-5652-3.
- 100 срещи с мен. София: Алма комуникация, 2019, 432 с. ISBN 978-619-7247-08-4.
- Световни модни икони. София: Алма комуникация, 2014, 240 с. ISBN 978-954-92346-9-5.
- Facebook комуникация (Виртуални есета и коментари). София: Алма комуникация, 2013, 218 с.  ISBN 978-954-92346-7-1.
- Усмивките на модата (Вицове, афоризми, сентенции). София: Алма комуникация, 2012, 256 с. ISBN 978-954-92346-6-4.
- Ефективна бизнес комуникация. София: Алма комуникация, 2010, 374 с. ISBN 978-954-92346-4-0.
- Световната мода. Трета част: Италия. София: От игла до конец, 2009, 200 с. ISBN 978-954-92346-1-9.
- Управление на връзките с обществеността. София: УНСС, 2007, 356 с. ISBN 978-954-323-256-7.
- Култура и медии. София: СУ „Св. Кл. Охридски“ / Авангард Прима, 2006, 462 с. ISBN 954-323-226-1.
- Теоретични проблеми на модата. София: Национална художествена академия, 2006, 312 с. ISBN 954-9799-11-5.
- Световната мода. Втора част: САЩ. София: От игла до конец, 2004, 194 с. ISBN 954-9799-07-7.
- Световната мода. Първа част: Англия и Франция. София: От игла до конец, 2000, 226 с. ISBN 954-9799-03-4.
- Фирмена култура и комуникация. София: УИ „Стопанство“, 1995, 208 с. ISBN 954-494-159-2.
- Калинография. Разговори със Ставри Калинов. София: От игла до конец, 1998, 143 с. ISBN 949-9799-01-8.
- Модата: от Нефертити до топмоделите. София: Амбелино Арт, 1994, 120 с.
- Човекът отвън и отвътре“. София: Партиздат, 1990, 210 с.
- Красотата на общуването. Нравствено-психологически размисли. София: Народна младеж, 1984, 124 с.
- Чаровната диктаторка. Калейдоскоп на модата. София: Народна младеж, 1982, 174 с.

## Награди и отличия
- Орден „Св. Св. Кирил и Методий“ огърлие за особено значими заслуги в областта на културата (2024).[14]
- Награда "За утвърждаването на PR професията в България" от Българското дружество за връзки с обществеността (2024).[15]
- Медал „Проф. Стефан Бобчев“ за цялостен принос към комуникационната наука и медиязнанието, и за утвърждаване на доброто име и авторитета на УНСС (2024).[16][17]
- Почетен знак „Св. Климент Охридски“ със синя лента за цялостен принос към развитието на журналистиката, на Факултета по журналистика и масова комуникация и на катедра „История и теория на журналистиката“ – от Софийски университет „Св. Климент Охридски“ (2020).[18][19][20]
- "Най-сладкодумен разказвач" - от Българската национална телевизия (предаването "100% будни" - 2021 г.).[21]
- Почетен знак на президента на Република България за значим принос към българската култура, наука и образование (2019).[22][23][24][25]
- Почетен плакет за принос към изграждането на ценности в българската младеж – от Министерството на младежта и спорта (2019).
- „Златен век“ – звезда, за значим принос в развитието и популяризирането на българската култура и изкуство и по повод Деня на народните будители – от Министерство на културата (2019).[26][27][28][29]
- „Златно перо“ – от Съюза на българските журналисти (2014).[30]
- Награда за „Принос в развитието на PR професията в България“ от Българско дружество за връзки с обществеността (2014).[31]
- „Жълта роза“ – награда на Зонта Клуб София за принос към подобряване статуса на жените по света (2010).[32]